# 2º Jamboree mondiale dello scautismo
Il 2º Jamboree mondiale dello scautismo si tenne a Ermelunden in Danimarca dal 9 al 17 agosto 1924. In questo jamboree Robert Baden-Powell consegnò numerosi premi e ci furono problemi di spazio per i molti visitatori.